# Tylogoneus oyamel
Tylogoneus oyamel är en mångfotingart som beskrevs av Shear 1982. Tylogoneus oyamel ingår i släktet Tylogoneus och familjen Fuhrmannodesmidae. Inga underarter finns listade i Catalogue of Life.